# Seishun no Serenade
Singles de Erina Mano
Genkimono de Ikō!
(2010) My Days for You
(2011)
Seishun no Serenade (青春のセレナーデ) est le 9e single "major" (et 12e single au total) de la chanteuse japonaise Erina Mano (真野恵里菜), sorti en 2011.

## Présentation
Le single est sorti le 26 janvier 2011 au Japon sous le label hachama, dans le cadre du Hello! Project. Il atteint la 13e place du classement Oricon, et reste classé pendant 3 semaines, pour un total de 13 265 exemplaires vendus durant cette période. Il sort également dans deux éditions limitées avec des pochettes différentes, notées "A" avec en supplément un DVD, et "B". Le single sort aussi au format "single V" (DVD) une semaine après.
Il contient le titre 21 Seikiteki Renai Jijō en "face B". Les deux chansons du single sont écrites par Yoshiko Miura (三浦徳子), et cette fois composées et produites par Taisei. La chanson-titre figurera sur la compilation de fin d'année du Hello! Project Petit Best 12.

## Liste des titres
Single CD
1. Seishun no Serenade (青春のセレナーデ?)  – 04:31
2. 21 Seikiteki Renai Jijō (21世紀的恋愛事情?) – 03:45
3. Seishun no Serenade (Instrumental) (青春のセレナーデ…?)  – 04:28

DVD de l'édition limitée "A"
1. Seishun no Serenade (Dance Shot Ver.) (青春のセレナーデ…?)

Single V (DVD)
1. Seishun no Serenade (青春のセレナーデ?)
2. Seishun no Serenade (Close-up Ver.) (青春のセレナーデ…?)
3. Making of (メイキング映像?)